# Kosi (Cypr)
Kosi (gr. Κόση) – wieś w Republice Cypryjskiej, w dystrykcie Larnaka. W 2011 roku nie posiadała mieszkańców.